# La intrusa (película de 1954)
La intrusa es una película de drama mexicana de 1954 dirigida por Miguel Morayta y protagonizada por Rosario Granados, Eduardo Fajardo y Evangelina Elizondo.

## Argumento
Una joven va a una hacienda y uno de los dueños se enamora de ella, pero una celosa mujer tratará de eliminarla.

## Reparto
- Rosario Granados como Gabriela Almeida.
- Eduardo Fajardo como Raúl Gómez de Fonseca.
- Evangelina Elizondo como Tania.
- Luis Beristáin como Francisco Salvatierra.
- Carlos Martínez Baena como Don Pedro.
- Miguel Ángel Ferriz como Doctor Suárez.
- Enrique García Álvarez como Tío Juan.
- Matilde Palou como Tía Rita.
- María Herrero como Margarita Salvatierra.
- Salvador Quiroz como Doctor.
- Rosa Elena Durgel como Rosaura.
- Lupe Suárez como Valeria.
- Rodolfo Landa como Ernesto.
- Daniel Arroyo como Invitado a fiesta (no acreditado).
- Josefina Burgos como Invitada a fiesta (no acreditada).
- María Luisa Cortés como Invitada a fiesta (no acreditada).
- Enedina Díaz de León como Anciana con bulto (no acreditado).
- Rafael Estrada como Ramón (no acreditado).
- Humberto Rodríguez como Mayordomo de Raúl (no acreditado).
- Armando Velasco como Padre de Rosaura (no acreditado).